# Pancromatico
Si dice pancromatico un'emulsione fotografica in bianco e nero sensibile a tutte le lunghezze d'onda dello spettro visibile, sintetizzate per comodità nelle tre bande ottiche: rosso, verde e blu.

## In fotografia
Il bromuro d'argento che costituisce la sostanza sensibile alla luce dei materiali fotografici, è sensibile solo al blu e viene reso sensibile anche al verde, ottenendo così un materiale ortocromatico, anche al rosso, ottenendo un falso pancromatismo usato nelle pellicole e carte a colori, al verde ed al rosso ottenendo un pancromatico.
L'estensione della sensibilità cromatica si ottiene con l'aggiunta di sostanze dette "cromatizzatori" al bromuro d'argento. Sono quindi da considerarsi pancromatici tutti i materiali fotografici da ripresa, e, in certo qual modo, i sensori digitali.Esistono anche  le pellicole B/N ortocromatiche, pellicole che  non sono  sensibili alla luce rossa e diffuse sin  dagli anni cinquanta per la loro maggiore economicità e in seguito utilizzate anche  in fotomeccanica: esse  sono oggi molto diffuse sul mercato, come ad esempio la Ilford Ortho Plus 80 ISO, la Ferrania Orto 50 ISO, la Fomapan Foma 400 Ortho, la Rollei Ortho 25 Plus, e sono apprezzate per il maggior contrasto e drammaticità nel rendere le immagini.

## Nel telerilevamento
In caso di immagini digitali ottenute da satelliti per telerilevamento, un'immagine in pancromatico è molto utile, in quanto permette di raggiungere risoluzioni spaziali maggiori, meglio anche della risoluzione multispettrale. Un esempio per tutti, il satellite QuickBird produce immagini pancromatiche dove un pixel equivale ad un'area di 60 x 60 centimetri, mentre in multispettrale un pixel corrisponderebbe ad un'area di 2,4 x 2,4 metri.